# Giulio Ruffini
Giulio Ruffini (Glorie di Bagnacavallo, 18 luglio 1921 – Ravenna, 1º settembre 2011) è stato un artista e pittore italiano.

## Biografia
Di umili origini campagnole, è il figlio primogenito di un operaio e di una bracciante. La madre rimane sola per la morte prematura del padre, per cui Giulio cresce in povertà. Sin dalla scuola elementare dimostra talento e passione per il disegno
. Dovendo lavorare per aiutare la madre, impara il mestiere di elettricista nella bottega di uno zio.
Nel 1942, all'età di 21 anni, inizia a frequentare a Cotignola la Scuola di Arti e Mestieri fondata e tenuta da Luigi Varoli, al fine di migliorare ed apprendere le tecniche pittoriche. Negli anni successivi si dedica a tempo pieno alla pittura vincendo anche premi prestigiosi come il Premio Diomira a Milano ed il Premio Campigna.
Nel 1954 allestisce la sua prima mostra personale al Circolo di Cultura di Bologna. Nello stesso anno presenta alla XXVII Biennale d'Arte di Venezia tre dipinti: Vasi e cestino con foglie; Natura morta con pane e Due braccianti che riposano. Dal 1957 insegna Arte presso il liceo artistico di Ravenna.
Negli anni successivi è invitato alla Quadriennale di Roma.

Anche negli anni 1970 e 1980 partecipa ad importanti manifestazioni artistiche: 
- 1971: Biennale d’Arte «Città di Milano»;
- 1973: «Tre artisti in Romagna: Piraccini, Ruffini, Sartelli», tenutasi a Faenza e presentata da Francesco Arcangeli;
- 1976: «Disegno e piccola scultura» a Milano;
- 1980: «Arte e mondo contadino» a Torino;
- 1988: Biennale nazionale di grafica «A. Martini», a Oderzo.

Gli ultimi anni di vita dell’artista sono stati molto prolifici nella creazione di quadri e dipinti.

## Mostre personali
Sono state dedicate molte personali all’arte di Giulio Ruffini. Le principali:
- 1970 a Ferrara nel Palazzo dei Diamanti;
- 2002 a Forlì nel Palazzo Albertini;
- 2007 a Ravenna presso la Biblioteca Classense;
- 2011 a Lugo pochi mesi prima della sua scomparsa.

Nel 2021, nel decennale della sua morte, sono state organizzate diverse mostre in tutta la Romagna per ricordare il pittore.

## Riconoscimenti
- 1951 - Premio Diomira;
- 1952 - Premio Suzzara con l'opera Pietà per il bracciante ucciso;
- 1953 - Primo premio alla Biennale Romagnola di Imola;
- 1955 - Mostra della Resistenza di Ferrara: primo premio;
- Il 28 febbraio 2023 la casa studio di Giulio Ruffini, sita a Mezzano, è entrata nel novero delle «Case e studi delle persone illustri dell'Emilia-Romagna»[3].